# Automeris descimoni
Automeris descimoni är en fjärilsart som beskrevs av Lemaire 1972. Automeris descimoni ingår i släktet Automeris och familjen påfågelsspinnare. Inga underarter finns listade i Catalogue of Life.